# Babiana tubiflora
Babiana tubiflora är en irisväxtart som först beskrevs av Carl von Linné d.y., och fick sitt nu gällande namn av Ker Gawl. Babiana tubiflora ingår i släktet Babiana och familjen irisväxter. Inga underarter finns listade i Catalogue of Life.

## Bildgalleri

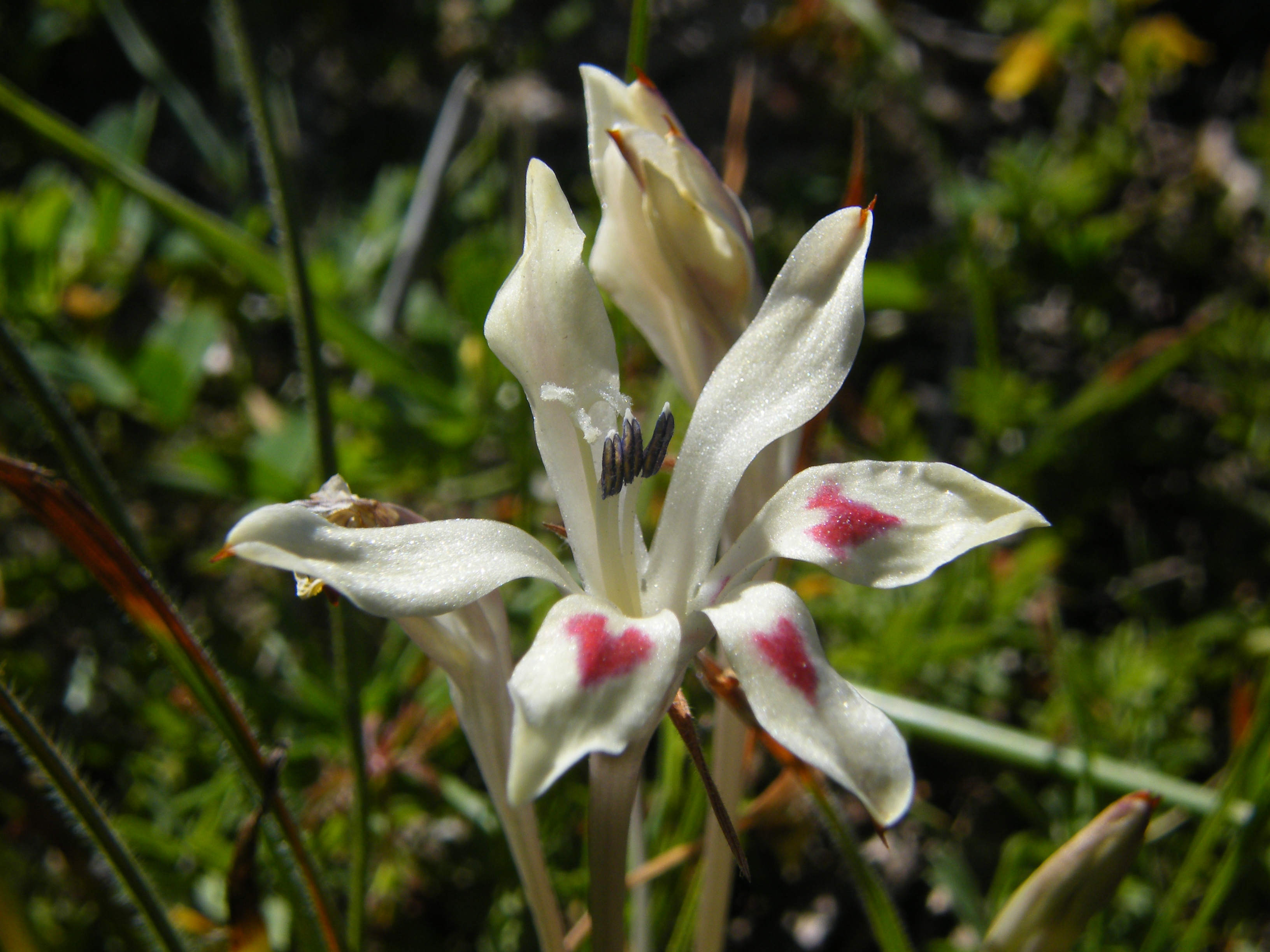
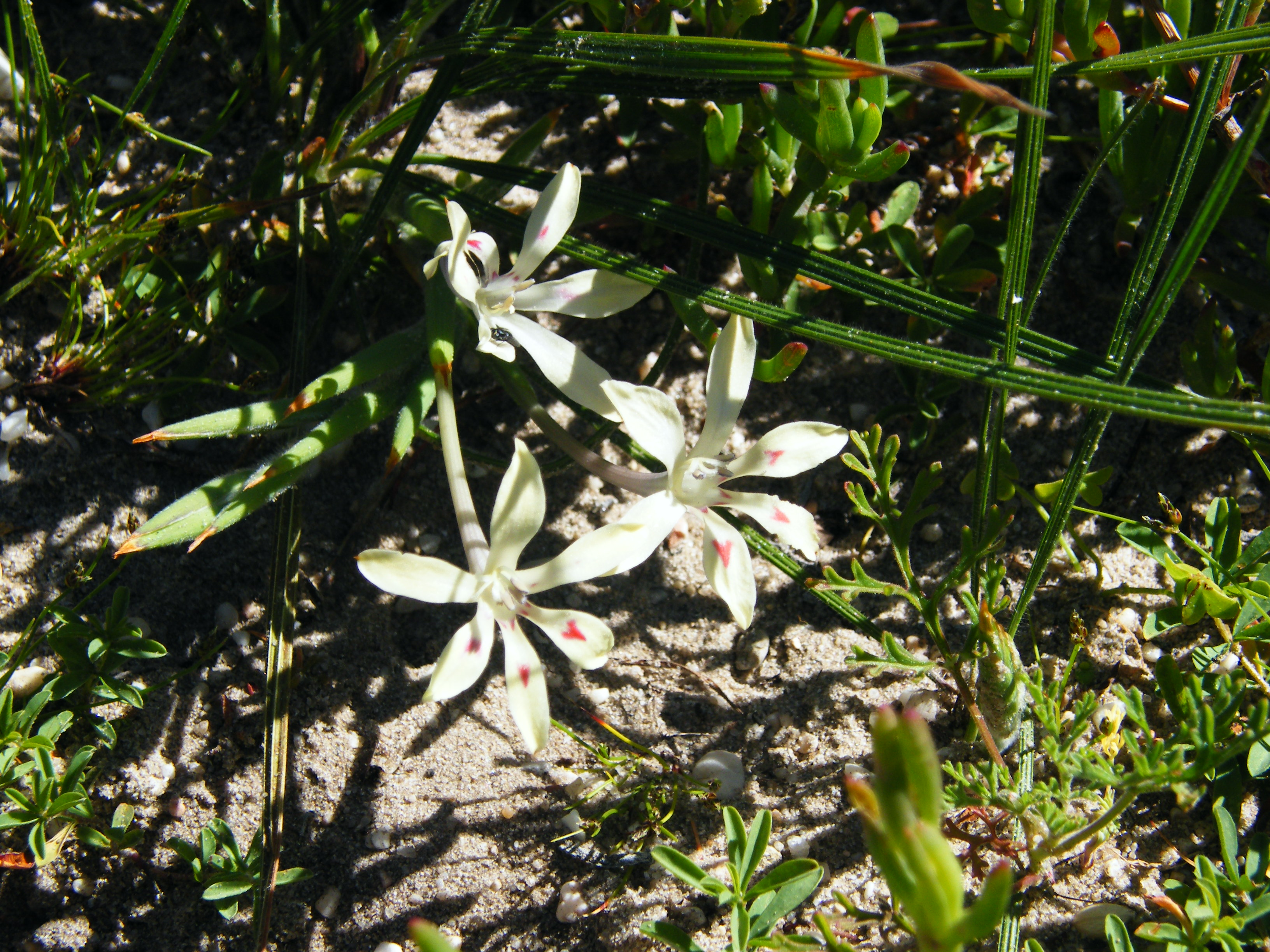